# Paryphanta busbyi
Paryphanta busbyi ist der Name einer räuberisch lebenden Schnecke aus der Familie Rhytididae in der Unterordnung der Landlungenschnecken (Stylommatophora), die in Neuseeland verbreitet ist.

## Merkmale

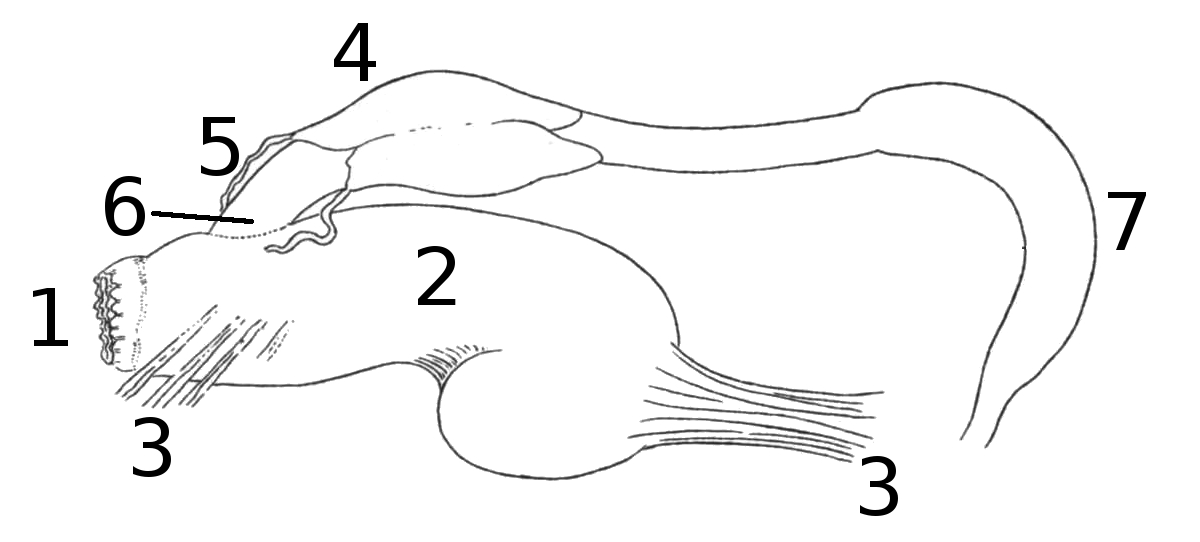
Verdauungstrakt von Paryphanta busbyi.
1-2 – Kauapparat (Buccale Masse),
1 – Mund,
2 – Pharynx,
3 – Retraktormuskel des Pharynx,
4 – Speicheldrüsen,
5 – Spechelgänge,
6 – Oesophagus,
7 – Magen.

Paryphanta busbyi hat ein festes, breites, breit genabeltes, abgeflachtes, fast scheibenförmiges, leicht gestreiftes, glänzendes, dunkel olivgrünes Schneckenhaus, mit nach vorn hin verschwindenden spiraligen Furchen. Das Gewinde tritt nur wenig hervor und hat einen fast ganz flachen Wirbel. Das Haus der erwachsenen Schnecke hat viereinhalb schwach gewölbte und recht schnell zunehmende Windungen, die nach vorn herabgebogen und oben niedergedrückt sind. Die schiefe, eiförmige Gehäusemündung weist einen mittleren Ausschnitt auf. Der stumpfe Mündungssaum ist von dem kräftigen, einwärts umgeschlagenen Periostracum aus Conchin überdeckt. Die Schale wird etwa 60 bis 79 mm breit und 33 bis 44 mm hoch. Die Schale des Typusexemplars misst 66 mm mal 53 mm und ist 29 mm hoch.
Die Schale von Paryphanta busbyi hat ein sehr dickes Periostracum und eine nur wenige Mikrometer dicke Kalkschicht. Wird das Gehäuse zu trocken aufbewahrt, zerfällt es durch Zusammenschrumpfen des Periostracums, das von keiner kräftigen Kalkschicht gehalten wird.
Die aus zwei Windungen bestehende, etwa 10 mm breite und 9 mm hohe embryonale Schale ist rundlich, oben abgeflacht, zur Basis hin verengt und eng genabelt.
|  |  |  |

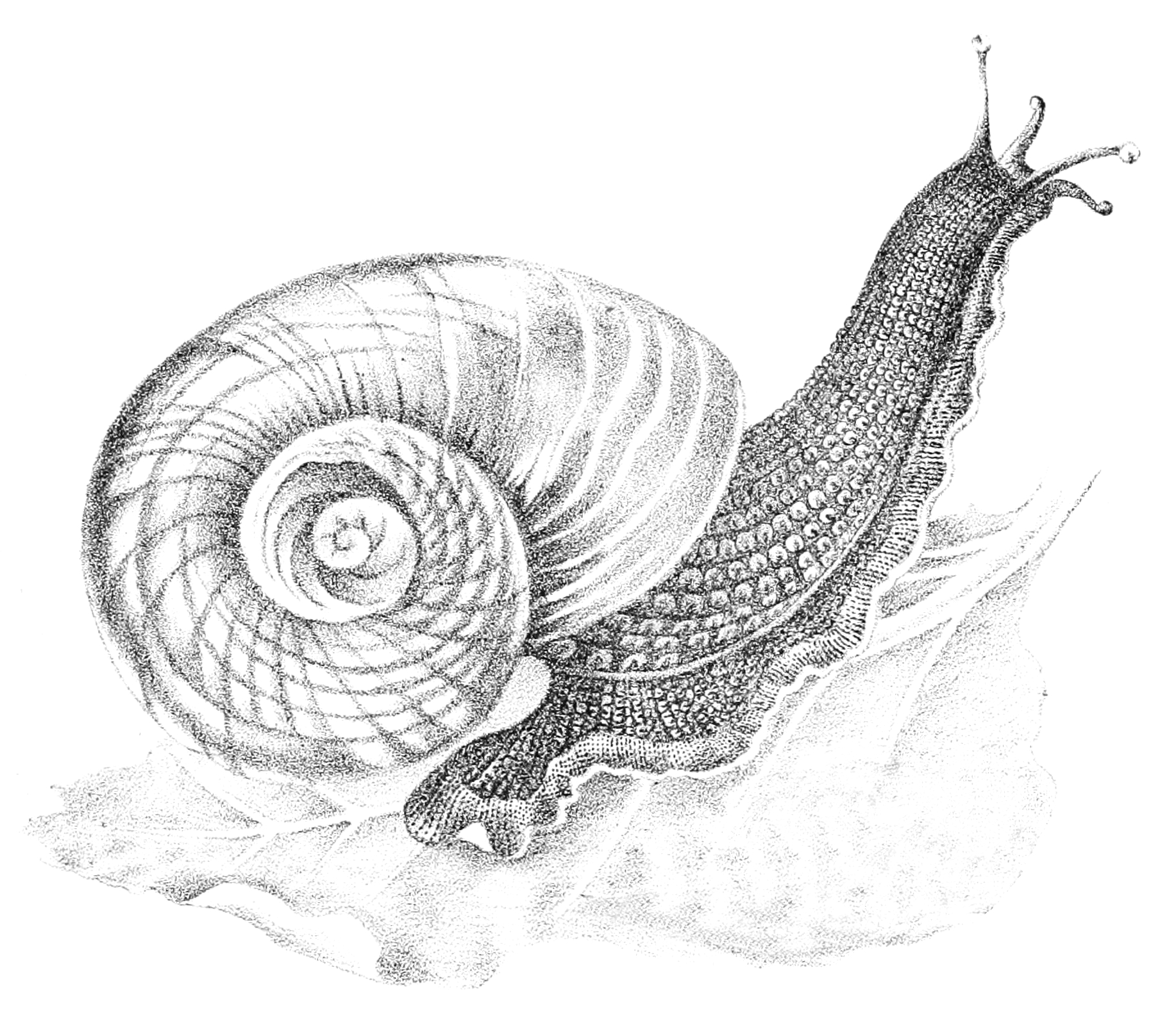
Paryphanta busbyi, Zeichnung aus J. C. Cox, 1888.

Die Schnecke ist bläulich schwarz mit einer etwas heller schattierten Fußsohle. Am Kopf und Hals befinden sich einige regelmäßige Reihen quadratisch umrissener Rugae, während in anderen Körperbereichen die Rugae eher oval, von unregelmäßiger Größe und nicht in Reihen angeordnet sind. Der Mantel hat einen scharfen, glatten Rand und eine tief eingeschnittene Linie, die weniger als 2 mm vom Rand entfernt verläuft. An der Unterseite des Mantels befindet sich wie bei anderen Schnecken ein Lappen, der die Atemorgane und den After bedeckt, darüber hinaus aber auch eine lange, schmale Falte an der linken Seite.
Die Rückziehmuskeln des Kauapparats und des Fußes sind hinten verschmolzen und setzen gemeinsam an der Columella an. Der Muskel des Kauapparats ruht rücklings auf den Fußmuskeln und bildet ein starkes, breites Muskelband. Die Fußrückziehmuskeln sind kontinuierlich am Fuß befestigt und nicht wie bei Weinbergschnecken frei und zunehmend. Die Augenrückziehmuskeln zweigen von den Fußmuskeln ab; sie verzweigen sich zu ihren Vorderenden hin und versorgen so die unteren Fühlerrückziehmuskeln.
Die Radula ist etwa 2,5 cm lang und vorn etwa 1 cm breit, wobei sie sich nach hinten hin verjüngt. Die Radulazähne stehen in etwa 104 Querreihen in einem stumpfen Winkel von 130° und ragen hinten hervor. In jeder Reihe sitzen etwa 100 Radulazähne mit einer Zahnformel von 50-0-50 (Frederick Wollaston Hutton) oder 52-0-52 (Robert C. Murdoch). Die Radulazähne ähneln einander und sind spitz mit einfachen gehöckerten Spitzen. Die ersten fünf Lateralzähne sind klein. Vom sechsten an nehmen sie allmählich bis zum fünfunddreißigsten an Länge zu und werden dann wieder kleiner. Einige der innersten Radulazähne, jederseits meist ein bis zwei, sind klein und sehr schlank. Bisweilen ist eines dieser spitzen Zähnchen von den benachbarten getrennt und kann deshalb wie ein Zentralzahn erscheinen. Wie bei anderen Vertretern der Familie gibt es keine Kiefer.

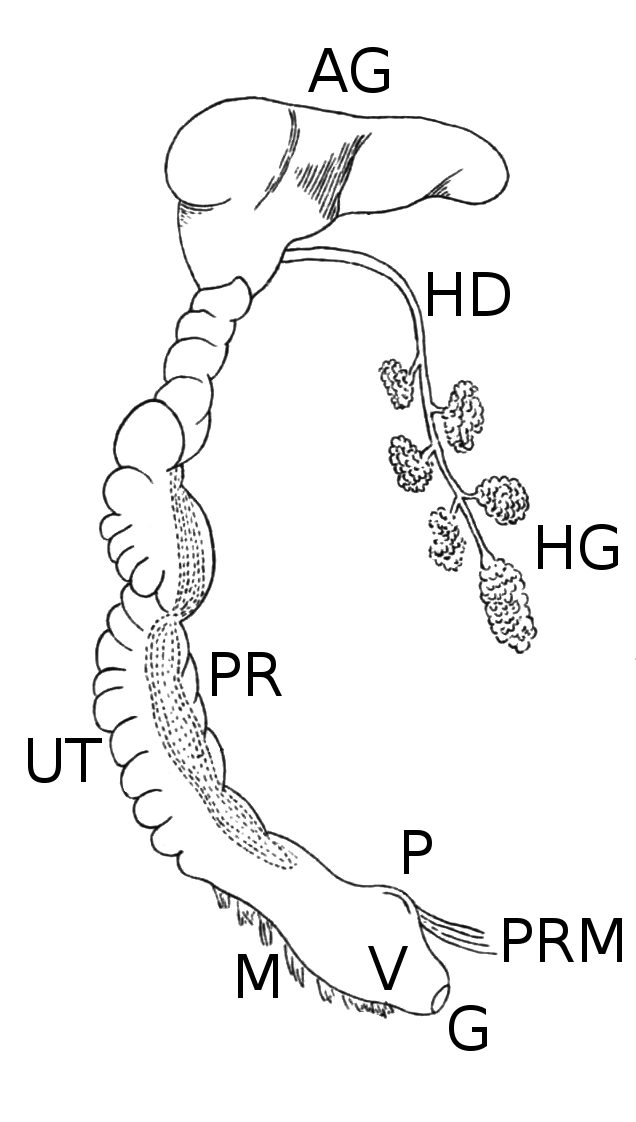
Geschlechtsorgane von Paryphanta busbyi
HG = Zwitterdrüse (Ovotestis),
HD = Zwittergang (Ductus ovotestis),
AG = Eiweißdrüse,
UT = Samen-Eileiter (Spermoviductus),
PR = Prostata,
P = Penis,
V = Vagina,
G = Genitalpore,
PRM = Penisretraktormuskel,
M = Muskelgewebe, das den Eileiter mit der Körperwand verbindet.

Das Verdauungssystem enthält einen sehr großen Kauapparat (Buccale Masse) mit kräftigen Muskeln. Das Hinterende ist nach unten und vorn umgebogen und von einem kräftigen bauchseitigen Muskel fest an den weiter vorderen zylindrischen Abschnitt gehalten. Der Rückziehmuskel umfasst das Hinterende, während vom vorderen Abschnitt eine Anzahl ventrolateraler Muskeln ausgehen, die sich mit den unmittelbar anschließenden Körperwänden vereinigen. Der Oesophagus mündet rückenseits in die Höhlung des Kauapparats im vorderen Viertel des Darmkanals. Die Speicheldrüsen befinden sich an der hinteren Hälfte des Kauapparats. Sie verschmelzen an der Mittellinie und umfassen teilweise den Oesophagus. Vom Vorderende jeder Speicheldrüse geht ein Speichelgang ab, der etwas unterhalb der Oesophagusmündung in die Höhlung des Kauapparats mündet. Der Magen bildet einen einfachen verlängerten Sack. Der Darmtrakt gleicht offenbar demjenigen von Powelliphanta hochstetteri.
Die Niere ist kurz zungenförmig und nicht einmal doppelt so lang wie breit, etwa halb so lang wie die Lunge und etwa anderthalbmal so lang wie der Herzbeutel, der wie bei anderen Lungenschnecken am linken Rand der Niere liegt. Der Ureter verläuft um den rechten Rand der Niere, folgt dem hinteren Ende der Lunge und mündet in der Nähe des Darms nach außen. Von dieser Stelle an bildet der Darm als Rectum einen langen, geraden Schlauch. An der Lungenwand verläuft ein deutlicher Grat weniger als 3 mm von der Seite des Enddarms entfernt, wobei es sich um eine offene Fortsetzung des Ureter zu handeln scheint. Dieser Grat ist röhrenartig und setzt sich in das Mantelgewebe fort, wo es sich mit dem Blutsinus zu vereinen scheint. Die Blutgefäße der Lunge sind mit Ausnahme der großen Lungenvene nur undeutlich erkennbar. Diese recht breite Vene führt direkt zum Herzvorhof und erscheint wellenartig, fast schraubig. Zur Atemöffnung hin bildet sie mehrere deutlich erkennbare Verzweigungen. Die Gefäße an der Afterseite der Lunge sind winzig und stark verzweigt, während an der Herzseite nur wenige Spuren zu sehen sind.
Die Suprapedaldrüse mündet zwischen Kopf und Fuß unmittelbar unter dem Mund. Sie bildet eine lange, flache, stark gefaltete Struktur am Boden der Leibeshöhle. Ihr Hinterende ist etwas erweitert und in eine Höhlung des Fußes eingeschlossen, mit dem sie durch Muskeln verbinden ist. Vom Ende der Drüse führt ein Gang durch das Fußgewebe, jedoch ohne eine Schleimhöhle zu bilden.
Die Geschlechtsorgane bei Paryphanta busbyi unterscheiden sich von denen in den Gattungen Powelliphanta und Wainuia. Die männlichen Geschlechtsorgane von Paryphanta busbyi sind stark reduziert, und es fehlt ein Receptaculum seminis (Spermathek), ähnlich wie bei Schizoglossa novoseelandica. Es gibt einen stumpfen, etwa dreieckigen Fortsatz der Scheidenwand mit einem Rückziehmuskel, der mit der angrenzenden Körperwand verbunden ist. Unterhalb des äußeren Gewebes ist eine kleine Schleife sichtbar, die von der Scheidenwand ausgeht. Hierbei handelt es sich um das hintere Ende des Penis, der mit Ausnahme einer geringfügigen Verjüngung ohne sichtbare Änderung in den Vas deferens übergeht. Der Vorderabschnitt der Vagina bildet eine breite Kammer, die nach hinten durch eine klappenartige Papillarstruktur verschlossen ist; die inneren Wände sind leicht schwärzlich gefärbt und länglich schwach gefächert. Die Papille ist fortlaufend mit der Scheidenwand vereinigt, so dass das Loch in ihren Zentrum die einzige Verbindung zum Eileiter ist. Das vordere Drittel ragt frei in die vordere Höhlung der Vagina hinein. Die Wände sind vergleichsweise dick; innen sind sie geringfügig längs gefächert und weißlich liniert.
Der Penis mündet in den hinteren Abschnitt der Papillarstruktur in Form eines kleinen Schlauches. Er erstreckt sich durch die dicke Wand der Vagina in schräger Richtung nach vorn und erweitert sich etwas zum Ende hin. Das Vas deferens ist in die Scheidenwand eingebettet. Sein hinterer, prostatischer Abschnitt durch die hervor ragenden Falten oder Fächerungen des Eileiters hindurch ist röhrenförmig und sodann offen, doch über einen kurzen Abschnitt an allen Seiten durch diese Auffächerungen umschlossen. Von dieser Stelle bis zur Eiweißdrüse ist er ein deutlich umrissener Bereich von rostbrauner Farbe und vom Uterusabschnitt durch Längsfalten gewissermaßen abgetrennt. Der Uterus ist in zahlreiche Säcke unterteilt und an seinen Innenwänden stark gefächert. Ein Receptaculum seminis ist nicht erkennbar. Die Eiweißdrüse ist wie bei anderen Vertretern der Familie sehr groß und hat die Form eines Stiefels. Der Zwittergang mündet nahe der Basis der Eiweißdrüse. Er ist ein einfacher gerader Schlauch, von dem mehrere kleine kurze Schläuche abzweigen und der sich mit Gewebe vereinigt, das die Zwitterdrüse bildet. Letzteres Gewebe ist eng gefaltet und in die Leber eingebettet.

## Verbreitung
Das natürliche Verbreitungsgebiet von Paryphanta busbyi umfasst die nördlichen Teile der Nordinsel Neuseelands: Kaitaia, Hokianga, Mangōnui, Bay of Islands, Otonga East, Mania Hill, Whangārei, Brynderwyn Range, Hen Island, Woodcocks und südlich bis Warkworth. Eingeführte Populationen gibt es in Little Huia in Waitākere Ranges, Waiuku in Awhitu Peninsula und Kaimai Ranges.

## Lebensraum
Paryphanta busbyi lebt in Wäldern und Buschland in der Schicht der Laubstreu, zwischen Pflanzen am Waldboden und unter Baumstämmen. Sie ist auch in Wäldern aus nicht einheimischen Pflanzen wie Hedychium und Pinus radiata zu finden. Die Schnecke ist bei kühlem und feuchtem Wetter aktiv und ruht bei trockenem Wetter.
Gelegentlich ist die Schnecke auf Bäumen an semiparasitischen Pflanzen zu finden.
Die Populationsdichte von Paryphanta busbyi ist im Vergleich zu den Arten von Powelliphanta niedrig.

## Lebenszyklus
Paryphanta busbyi legt ihre ovalen, weißen, kalkschaligen Eier ohne Cuticula meist in Gelegen von 4 bis 6 Eiern an die Wurzeln großer Bäume unter tote Blätter. Die Größe der Eier reicht von ungefähr 10,5 mm mal 9,5 mm über 12 mm mal 9 mm bis 14 mm mal 10,75 mm.
Im Alter von 7 Jahren erreicht die Schnecke eine Breite des Gehäuses von 54 mm.

## Ernährung

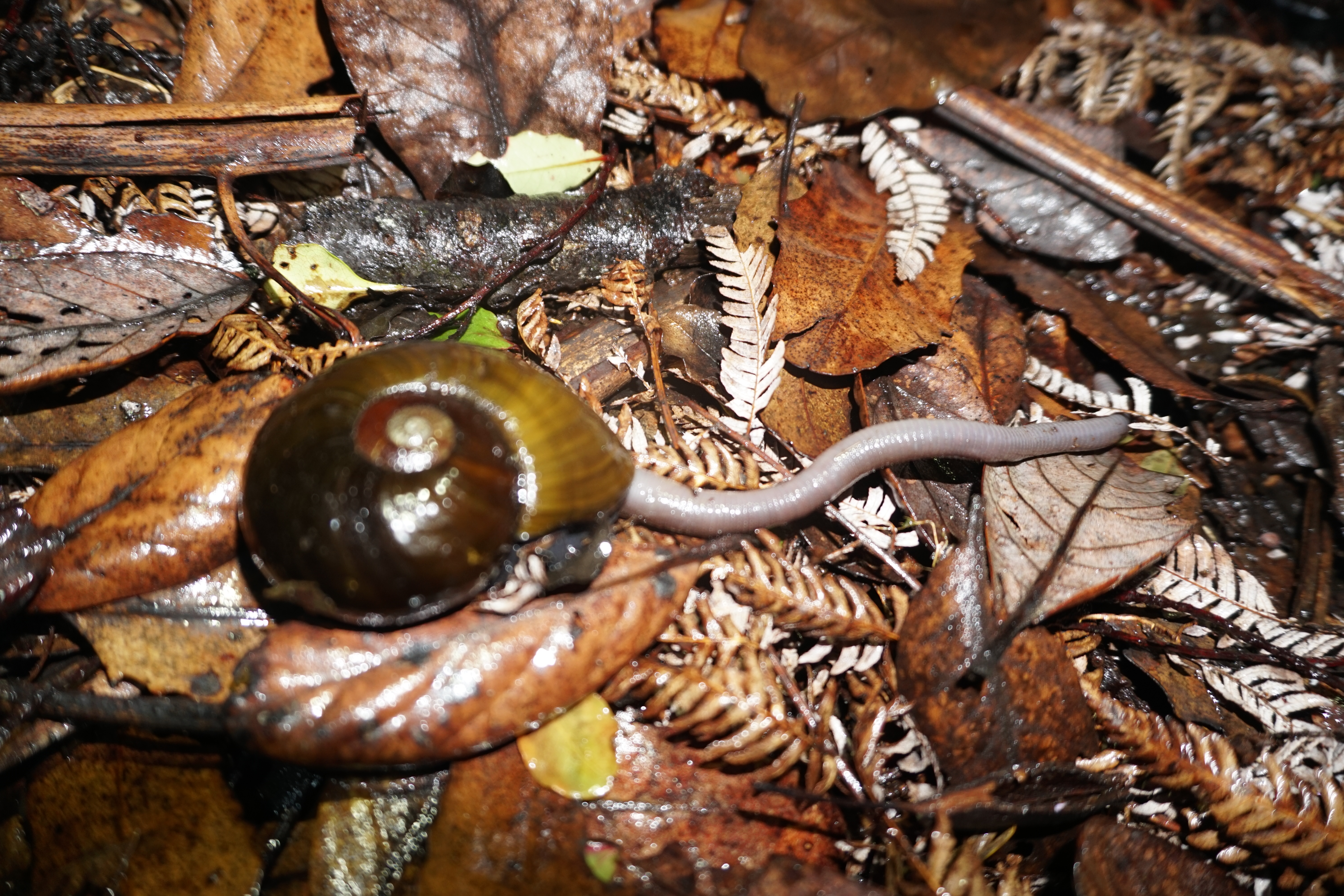
Paryphanta busbyi frisst einen Regenwurm, Waipoua Forest

Paryphanta busbyi ernährt sich als Fleischfresser vor allem von Regenwürmern, Insekten und Insektenlarven, aber auch von Schnecken unter anderem aus der Gattung Rhytida, gelegentlich daneben kannibalisch von Artgenossen.

## Fressfeinde
Die wichtigsten Fressfeinde von Paryphanta busbyi sind eingeschleppte Ratten, Schweine, Baumbeutler, Igel und Vögel. Ratten und Vögel fressen Jungschnecken. Schweine fressen Schnecken aller Größen einschließlich der Eier und zerstören darüber hinaus das Habitat der Schnecke.

## Gefährdung
Bereits Henry Suter stellte 1913 fest, dass die Bestände der Paryphanta-Schnecken durch Zerstörung des Lebensraums, Waldbrände sowie eingeschleppte Ratten und Schweine rapide zurückgingen. Neben den eingeschleppten Fressfeinden sind die Hauptbedrohung Habitatfragmentation und Habitatveränderung.
Paryphanta busbyi steht in Neuseeland unter Artenschutz gemäß Wildlife Act 1953.
Die beiden Arten von Paryphanta waren zeitweise auch in Appendix II von CITES angeführt, wurden jedoch mit der Begründung entfernt, dass das Absammeln der Schnecken keine signifikante Rolle beim Rückgang dieser Arten spiele.
Laut der Roten Liste von IUCN von 2009 ist die Art „potenziell gefährdet“ (near threatened).